# Уго Мальйо
Уго Мальйо Новехіль (нар. 22 червня 1991, Марін, Іспанія) — іспанський футболіст, захисник футбольної команди «Сельта».

## Життєпис
Протягом своєї юнацької футбольної кар'єри грав за три різні парубоцькі команди. Свою основну футбольну освіту здобув у школі розвитку молодих талантів «Сельти», яку закінчив 2009 року. Одразу по закінченню навчання був долучений до першої команди і відіграв 25 ігор у своєму першому професійному сезоні.
У сезоні 2011-12 зіграв 34 матчі а «Сельта» після п'ятирічної перерви повернулася в Ла Лігу. 